# AT85 Pro Cycling
AT85 Pro Cycling is een Britse voormalige wielerploeg die vanaf 2017 tot en met 2023 in het wegwielrennen actief was. De ploeg was actief in de continentale circuits.

## Geschiedenis
Op 1 december 2016 kondigden sporttelevisiekanaal Bike en fietsenfabrikant Canyon de lancering van wielerploeg Bike Channel–Canyon aan. In haar debuutseizoen oogstte de ploeg enkel in de Ronde van Quanzhou Bay: Harry Tanfield en Max Stedman wonnen elk een etappe, Stedman ging uiteindelijk aan de haal met de eindzege.
Na het verdwijnen van Bike nam Eisberg, een producent van alcoholvrije wijn, de rol van cosponsor over. Stedman verlengde zijn eindzege in Quanzhou, Tanfield won ditmaal een etappe in de Ronde van Yorkshire, en Alex Paton won bovendien ook nog het sprintklassement in de Ronde van Groot-Brittannië.
In 2019 was bouwbedrijf Bloor Homes cosponsor van de wielerploeg.

## Seizoenen
| Ploegbezetting 2020 | Ploegbezetting 2020 | Ploegbezetting 2020 | Ploegbezetting 2020      | Ploegbezetting 2020 |
| Naam                | Geboortedatum       | Nationaliteit       | Ploeg 2019               |                     |
| ------------------- | ------------------- | ------------------- | ------------------------ | ------------------- |
| Jérôme Baugnies     | 01-04-1987          | België              | Wanty-Groupe Gobert      |                     |
| Matthew Bostock     | 16-07-1997          | Verenigd Koninkrijk |                          |                     |
| Ryan Christensen    | 12-09-1996          | Nieuw-Zeeland       |                          |                     |
| Alex Colman         | 22-07-1998          | België              |                          |                     |
| Jacob Hennessy      | 10-08-1996          | Verenigd Koninkrijk |                          |                     |
| Brenton Jones       | 12-12-1991          | Australië           | Delko Marseille Provence |                     |
| Callum Macleod      | 08-03-2000          | Verenigd Koninkrijk |                          |                     |
| Alex Paton          | 10-05-1990          | Verenigd Koninkrijk |                          |                     |
| Daniel Pearson      | 26-02-1994          | Verenigd Koninkrijk |                          |                     |
| Alex Peters         | 31-03-1994          | Verenigd Koninkrijk | ?                        |                     |
| Jacob Scott         | 14-06-1995          | Verenigd Koninkrijk | SwiftCarbon Pro Cycling  |                     |
| Robert Scott        | 24-07-1995          | Verenigd Koninkrijk | Wiggins Le Col           |                     |
| Max Stedman         | 22-03-1996          | Verenigd Koninkrijk |                          |                     |
| Thomas Stewart      | 09-01-1990          | Verenigd Koninkrijk |                          |                     |
| Charlie Tanfield    | 17-11-1996          | Verenigd Koninkrijk |                          |                     |
| Andrew Tennant      | 09-03-1987          | Verenigd Koninkrijk |                          |                     |
| Rory Townsend       | 30-06-1995          | Ierland             |                          |                     |
| Oliver Wood         | 26-11-1995          | Verenigd Koninkrijk |                          |                     |

| Overwinningen 2020               | Overwinningen 2020 | Overwinningen 2020 | Overwinningen 2020 |
| Wedstrijd                        | Datum              | Categorie          | Winnaar            |
| -------------------------------- | ------------------ | ------------------ | ------------------ |
| Eindklassement Ronde van Antalya | 23-02-2020         | 2.1                | Maximilian Stedman |

| Ploegbezetting 2019  | Ploegbezetting 2019 | Ploegbezetting 2019 | Ploegbezetting 2019     | Ploegbezetting 2019         |
| Naam                 | Geboortedatum       | Nationaliteit       | Ploeg 2018              | Ploeg 2020                  |
| -------------------- | ------------------- | ------------------- | ----------------------- | --------------------------- |
| Matthew Bostock      | 16-07-1997          | Verenigd Koninkrijk |                         |                             |
| Ryan Christensen     | 12-09-1996          | Nieuw-Zeeland       |                         |                             |
| Alex Colman          | 22-07-1998          | België              |                         |                             |
| Stijn De Bock        | 30-09-1993          | België              | Cibel-Cebon             | Tarteletto-Isorex           |
| Jacob Hennessy       | 10-08-1996          | Verenigd Koninkrijk | Mitchelton-BikeExchange |                             |
| Callum Macleod       | 08-03-2000          | Verenigd Koninkrijk |                         |                             |
| Robert-Jon McCarthy  | 30-03-1994          | Ierland             | JLT Condor              | gestopt                     |
| Charles Page         | 08-01-1999          | Verenigd Koninkrijk |                         | Ribble Weldtite Pro Cycling |
| Alex Paton           | 10-05-1990          | Verenigd Koninkrijk |                         |                             |
| Daniel Pearson       | 26-02-1994          | Verenigd Koninkrijk | Aqua Blue Sport         |                             |
| Alexandar Richardson | 30-04-1990          | Verenigd Koninkrijk | ONE Pro Cycling         | Alpecin-Fenix               |
| Louis Rose-Davies    | 13-03-1999          | Verenigd Koninkrijk |                         | ?                           |
| Max Stedman          | 22-03-1996          | Verenigd Koninkrijk |                         |                             |
| Thomas Stewart       | 09-01-1990          | Verenigd Koninkrijk | JLT Condor              |                             |
| Charlie Tanfield     | 17-11-1996          | Verenigd Koninkrijk |                         |                             |
| Andrew Tennant       | 09-03-1987          | Verenigd Koninkrijk |                         |                             |
| Rory Townsend        | 30-06-1995          | Ierland             |                         |                             |
| Jacob Vaughan        | 30-06-1999          | Verenigd Koninkrijk | Neo                     | ?                           |
| Oliver Wood          | 26-11-1995          | Verenigd Koninkrijk | JLT Condor              |                             |

| Overwinningen 2019               | Overwinningen 2019 | Overwinningen 2019 | Overwinningen 2019   |
| Wedstrijd                        | Datum              | Categorie          | Winnaar              |
| -------------------------------- | ------------------ | ------------------ | -------------------- |
| 4e etappe Ronde van Fuzhou       | 20-11-2019         | 2.1                | Rory Townsend        |
| 2e etappe Ronde van Fuzhou       | 18-11-2019         | 2.1                | Rory Townsend        |
| 3e etappe Ronde van de Mirabelle | 02-06-2019         | 2.2                | Alexander Richardson |
| 2e etappe Ronde van de Mirabelle | 01-06-2019         | 2.2                | Daniel Pearson       |
| Arno Wallaard Memorial           | 20-04-2019         | 1.2                | Alexander Richardson |

| Ploegbezetting 2018    | Ploegbezetting 2018 | Ploegbezetting 2018 | Ploegbezetting 2018 | Ploegbezetting 2018    |
| Naam                   | Geboortedatum       | Nationaliteit       | Ploeg 2017          | Ploeg 2019             |
| ---------------------- | ------------------- | ------------------- | ------------------- | ---------------------- |
| Ryan Christensen       | 12-09-1996          | Nieuw-Zeeland       | Neo                 |                        |
| Alex Colman            | 22-07-1998          | België              | Neo                 |                        |
| Joseph Fry             | 25-01-1997          | Verenigd Koninkrijk |                     | gestopt                |
| Dexter Gardias         | 03-12-1990          | Verenigd Koninkrijk |                     | ?                      |
| Sam Lowe               | 20-01-1994          | Verenigd Koninkrijk |                     | ?                      |
| James Lowsley-Williams | 12-01-1992          | Verenigd Koninkrijk |                     | gestopt                |
| Matt Nowell            | 30-07-1996          | Verenigd Koninkrijk |                     | ?                      |
| Chris Opie             | 22-07-1987          | Verenigd Koninkrijk |                     | gestopt                |
| Charles Page           | 08-01-1999          | Verenigd Koninkrijk | Neo                 |                        |
| Alex Paton             | 10-05-1990          | Verenigd Koninkrijk | Madison Genesis     |                        |
| Jack Pullar            | 15-11-1989          | Verenigd Koninkrijk |                     | gestopt                |
| Louis Rose-Davies      | 13-03-1999          | Verenigd Koninkrijk | Neo                 |                        |
| Max Stedman            | 22-03-1996          | Verenigd Koninkrijk |                     |                        |
| Charlie Tanfield       | 17-11-1996          | Verenigd Koninkrijk |                     |                        |
| Harry Tanfield         | 17-11-1994          | Verenigd Koninkrijk |                     | Team Katjoesja Alpecin |
| Andrew Tennant         | 09-03-1987          | Verenigd Koninkrijk | Team Wiggins        |                        |
| Rory Townsend          | 30-06-1995          | Ierland             |                     |                        |

| Overwinningen 2018                    | Overwinningen 2018 | Overwinningen 2018 | Overwinningen 2018 |
| Wedstrijd                             | Datum              | Categorie          | Winnaar            |
| ------------------------------------- | ------------------ | ------------------ | ------------------ |
| Eindklassement Ronde van Quanzhou Bay | 11-11-2018         | 2.2                | Maximilian Stedman |
| 2e etappe Ronde van Quanzhou Bay      | 10-11-2018         | 2.2                | Maximilian Stedman |
| 1e etappe Ronde van Yorkshire         | 03-05-2018         | 2.1                | Harry Tanfield     |

| Ploegbezetting 2017    | Ploegbezetting 2017 | Ploegbezetting 2017 | Ploegbezetting 2017    | Ploegbezetting 2017   |
| Naam                   | Geboortedatum       | Nationaliteit       | Ploeg 2016             | Ploeg 2018            |
| ---------------------- | ------------------- | ------------------- | ---------------------- | --------------------- |
| George Atkins          | 18-08-1991          | Verenigd Koninkrijk | JLT Condor             | Madison Genesis       |
| Joseph Fry             | 25-01-1997          | Verenigd Koninkrijk | Pedal Heaven Race Team |                       |
| Dexter Gardias         | 03-12-1990          | Verenigd Koninkrijk | Pedal Heaven Race Team |                       |
| Sam Lowe               | 20-01-1994          | Verenigd Koninkrijk | Team Wiggins           |                       |
| James Lowsley-Williams | 12-01-1992          | Verenigd Koninkrijk | NFTO                   |                       |
| Matt Nowell            | 30-07-1996          | Verenigd Koninkrijk | Neo                    |                       |
| Chris Opie             | 22-07-1987          | Verenigd Koninkrijk | ONE Pro Cycling        |                       |
| Rob Partridge          | 11-12-1985          | Verenigd Koninkrijk | NFTO                   | gestopt               |
| Jack Pullar            | 15-11-1989          | Verenigd Koninkrijk | Pedal Heaven Race Team |                       |
| Alexandar Richardson   | 30-04-1990          | Verenigd Koninkrijk | ?                      | ONE Pro Cycling       |
| Max Stedman            | 22-03-1996          | Verenigd Koninkrijk | Pedal Heaven Race Team |                       |
| Charlie Tanfield       | 17-11-1996          | Verenigd Koninkrijk | ?                      |                       |
| Harry Tanfield         | 17-11-1994          | Verenigd Koninkrijk | Pedal Heaven Race Team |                       |
| Rory Townsend          | 30-06-1995          | Ierland             | Pedal Heaven Race Team |                       |
| Mitchell Webber        | 06-06-1995          | Verenigd Koninkrijk | Pedal Heaven Race Team | ?                     |
| Jake Womersley         | 12-12-1995          | Verenigd Koninkrijk | Pedal Heaven Race Team | Holdsworth Pro Racing |

| Overwinningen 2017                    | Overwinningen 2017 | Overwinningen 2017 | Overwinningen 2017 |
| Wedstrijd                             | Datum              | Categorie          | Winnaar            |
| ------------------------------------- | ------------------ | ------------------ | ------------------ |
| Eindklassement Ronde van Quanzhou Bay | 04-12-2017         | 2.2                | Maximilian Stedman |
| 2e etappe Ronde van Quanzhou Bay      | 03-12-2017         | 2.2                | Maximilian Stedman |
| 1e etappe Ronde van Quanzhou Bay      | 02-12-2017         | 2.2                | Harry Tanfield     |